# Hybocrossa paratypa
Hybocrossa paratypa är en fjärilsart som beskrevs av Turner 1917. Hybocrossa paratypa ingår i släktet Hybocrossa och familjen praktmalar, Oecophoridae. Inga underarter finns listade i Catalogue of Life.